# Merga Bien
Merga Bien (Fulda, 1560 – Fulda, 1603) fu una presunta strega tedesca, vittima della caccia alle streghe di Fulda.

## Biografia
Nata e cresciuta nella città di Fulda, Merga Bien fu sposata due volte prima del 1588, quando sposò in terze nozze Blasius Bien. Dopo essersi allontanata per qualche tempo dalla città, tornò a Fulda nei primi anni del XVII secolo, quando il principe abate Balthasar von Dernbach scatenò una violentissima caccia alle streghe che finì col mietere oltre duecento vittime tra il 1602 e il 1605. Nel marzo 1603 avvennero i primi arresti e il 19 giugno dello stesso anno Merga fu messa in carcere.
Il marito Blasius protestò al Tribunale della Camera imperiale e usò la gravidanza della moglie come incentivo per ottenerne la scarcerazione; le sue richieste si rivelarono vane. In prigione, Merga Bien fu costretta a confessare l'omicidio del secondo marito, dei figli avuti con lui e di un impiegato di Blasius, oltre che di aver preso parte a un sabba. La sua gravidanza fu considerata un'aggravante: dato che la donna non era rimasta incinta nei quattordici anni precedenti di matrimonio, il padre del bambino che aveva in grembo fu ritenuto Satana in persona, che l'avrebbe messa incinta durante un sabba. Bien fu ritenuta colpevole e bruciata sul rogo nell'autunno del 1603.

## Ricordo
La sua vicenda viene ricordata in Germania come epitome della storia della caccia alla streghe a Fulda ed il suo nome ha dato il titolo ad un musical che ha rievocato le vicende del periodo
Ingrid Möller-Münch e Guido Rohm hanno scritto dei libri sulla sua vicenda.